# Sector 6 (Bucarest)
El Sector 6 (Sectorul 6 en rumano) es uno de los seis sectores que componen Bucarest, la capital de Rumanía. Cuenta con una población superior a los 350.000 habitantes, siendo de los sectores más poblados de la ciudad.
El sexto sector de Bucarest está formado por los siguientes distritos: Giuleşti, Crângaşi, Drumul Taberei, Militari, Grozǎveşti y Ghencea. El distrito de Grozǎveşti es también conocido como Regie.
El alcalde de la ciudad es Cristian Poteraş. El ayuntamiento cuenta con 27 escaños, los cuales están repartidos de la siguiente manera:
- Partido Demócrata: 10 escaños
- Partido Socialdemócrata: 9 escaños
- Partido Nacional Liberal: 4 escaños
- Partido de la Gran Rumanía: 1 escaños
- Independientes: 3 escaños

- Datos: Q167280
- Multimedia: Sector 6 (Bucharest) / Q167280